# 島津忠紀 (重富家)
島津 忠紀（しまづ ただのり）は、江戸時代中期の薩摩藩士。始羅郡重富郷領主。越前島津家16代当主。藩主一門筆頭重富島津家初代当主。

## 経歴
享保19年（1734年）9月3日、薩摩藩主島津吉貴の四男として父の隠居所の磯御殿で生まれ、9日に末川壮之助と名づけられる。母は郷田兼近の娘お幾。生後まもなく兄で藩主の島津継豊生母であるお須磨（名越恒渡の妹）の養子となる。
元文2年（1737年）3月18日、父吉貴の意向で、天文3年（1534年）に戦死した越前島津家当主忠長の名跡相続を命じられる（重富家の創設）。島津姓と十文字家紋を許され、高1万石と屋敷を与えられ、一所持ちとなる。家格はそれまで脇の総領とされていた加治木島津家の上とされた。
元文3年（1738年）1月、藩内に一門家の家格が設けられ一所持ちから御一門となり、重富家が一門筆頭とされた。元文5年（1739年）3月2日、実兄の垂水島津貴儔の加冠で元服し、島津周防忠紀と名乗る。
延享2年（1745年）3月、種子島久芳が元服の際に烏帽子親を務めた。宝暦元年（1751年）9月15日、藩主島津重年の帰国御礼使者を務め、江戸に出府する。
なお一門家成立まで筆頭扱いであり、藩政にも参与していた貴儔1代に限り、垂水家が一門家筆頭とされていた（「列朝制度」参照）ため、宝暦6年（1756年）の『松平又三郎家中分限帳』（原本東京大学史料編纂所所収）では貴儔の下座に記載されている。
明和3年（1766年）6月5日死去。享年33。家督は嫡男の壮之助（忠救）が相続した。
国立歴史民俗博物館所蔵の越前島津家文書に、「島津周防」宛の琉球王尚穆（在位：1752年 - 1794年）の書状が現存しており、周防を名乗った忠紀か息子の忠救が琉球王と交流を持っていたことがわかる。